# Ernst Bohlig

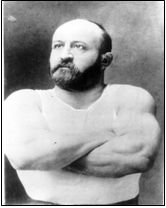
Ernst Bohlig um 1880

Ernst Bohlig (* 1846 in Mutterstadt; † 1918 in Heidelberg) galt gegen Ende des 19. Jahrhunderts als stärkster Mann der Welt.
Ernst Bohlig war der Sohn des Apothekers  Dr. Franz Joseph Bohlig (1815–1874) aus dem pfälzischen Ort Mutterstadt und führte ein bewegtes Leben. Er verbrachte mehrere Jahre in den USA und der Schweiz. Nach seiner Rückkehr wurde er zum kaiserlichen Rechnungsrat ernannt.
Bohlig demonstrierte aber nicht nur seine Kraft, sondern warb auch für Gesundheitsförderung durch Turnen und stand der Monarchie sehr kritisch gegenüber. Seine Gesinnung hinderte ihn aber nicht daran, vor der österreichischen Kaiserin aufzutreten und einen Vortrag zu halten.
Nach seinem Vater und ihm ist die Bohligstraße in seiner Heimatgemeinde Mutterstadt benannt.